# Дэлзил и Пэскоу
«Дэ́лзил и Пэ́скоу», правильнее «Дие́л и Па́ско» (англ. Dalziel and Pascoe), — британский детективный телесериал производства BBC One, в жанре «полицейская драма», снятый на основе детективных повестей и романов Реджинальда Хилла. Первый эпизод вышел на экраны 16 марта 1996 года, а последний 22 июня 2007 года.

## Сюжет
В Йоркширскую полицию в отдел убийств на работу устраивается молодой полицейский Питер Пэскоу. Он становится напарником начальника отдела Эндрю Дэлзила, известного своим колким характером. Пэскоу полная противоположность Дэлзила — воспитан, всегда галантен. Несмотря на несоответствие характеров их отношения перерастают в крепкую мужскую дружбу.

## Главные герои
Эндрю Делзил. Немолодой полицейский детектив с большим стажем, но без высшего образования. Шеф отдела убийств. Профессионал, мастер в раскрытии убийств. Дэлзил был женат, но его жена изменила ему и убежала с молочником. Позже она родила сына (есть предположение что это сын Делзила). Сам Дэлзил судя по всему не из Йоркшира, так как в молодости он жил в небольшой окрестности, где был всеобщей гордостью, так как в был чемпионом по регби. Его отношения с жителями той окрестности изменились после ряда шахтерских забастовок, в подавлении которых ему пришлось участвовать. У Дэлзила было несколько продолжительных романов с женщинам в молодости. Считается самым циничным и остроумным полицейским, однако на самом деле очень ранимый и душевный человек. Старается во всем помогать свою напарнику Питеру Пэскоу, пытаясь отгородить его от собственных ошибок. Является крестным отцом дочери Пэскоу, Рози. У Эндрю есть сестра Гарриет, которая много лет с ним не общается.
Питер Пэскоу. Молодой детектив с высшим образованием. Питер сразу стал напарником Эндрю Дэлзила. Несмотря на то что у них часто возникали перепалки, Питер ни разу не пожалел что стал напарником Эндрю. Питер с самого начала своей работы развивал отношения с Элли — молодой учительницей и писательницей. Они вскоре поженились, у них родилась дочь Рози. Но работа полицейского сильно отразилась на отношениях между Элли и Питером, что привело их к разводу. Элли с дочерью переехали в США где Элли снова вышла замуж. После этого Питер имел несколько непродолжительных романов с женщинами. Питер очень спокоен, у него никогда не происходит гневных приступов. Привязан к Дэлзилу.
Айвар Новелла. Молодая девушка-детектив. Новелла очень старательна, тактична. Она никогда не сердится на колкие высказывания своего шефа, понимая что они сказаны не с целью её обидеть. Некоторые не воспринимали Новеллу всерьез, к примеру один из временных шефов полицейского департамента ни разу не прислушался к её словам. Кажется что Новелла не испытывает никаких эмоций, однако позже выяснится что она была без ума от Питера Пэскоу, и даже хотела завести с ним отношения.
Мэг (Эд) Уилд. Молодой полицейский детектив. «Уилди», как его называют коллеги, довольной опытный полицейский. Некоторые считают его слишком мрачным, хотя на самом деле он довольно веселый и добрый человек. Уилди тайный гомосексуалист, чего очень стыдится. На самом деле Уилди очень эмоциональный человек, он искренне переживает и радуется за своих коллег. Коллеги доверяют ему больше всех, с ним как правило обсуждая все свои переживания (кроме Дэлзила, который делиться ими только с Питером). Уилди очень скромный, и при этом одинокий человек.
Также в телесериале было несколько других постоянных персонажей: констебли Санджай Сикх, Кэрри «Твиди» Харрис, Дон «Спайк» Миллиган, Мария Джексон, Ким Пош, детектив Первес Латиф, патолог Фрэнк и другие работники полиции.

## Эпизоды
Всего было выпущено 46 эпизодов, всего 12 сезонов.

## В ролях
- Уоррен Кларк
- Колин Бьюкэнэн

## Награды
- Телесериала 5 раз номинировался на премию Эдгар и выиграл её один раз[9].
- Также телесериал неоднократно номинировался на премию «Royal Television Society»[10].

## Комментарии
1. ↑  Специфическое произношение фамилии Dalziel особо отмечено носящим её главным героем в начале первой серии первого сезона. Вариант Дие́л для этого случая рекомендован филологом А. И. Рыбакиным[5]. Произношение Па́ско фамилии второго главного героя также по Рыбакину[6].